# Petri Skriko
Petri Kalevi Skriko (* 12. März 1962 in Lappeenranta) ist ein ehemaliger finnischer Eishockeyspieler, -trainer und -scout, der im Verlauf seiner aktiven Karriere zwischen 1979 und 1999 unter anderem 569 Spiele für die Vancouver Canucks, Boston Bruins, Winnipeg Jets und San Jose Sharks in der National Hockey League (NHL) auf der Position des linken Flügelstürmers bestritten hat. Darüber hinaus war Skriko in seiner Heimat für SaiPa Lappeenranta und Herning IK in Dänemark aktiv, wo er viermal Dänischer Meister und zweimal Spieler des Jahres wurde.

## Karriere
Skriko begann seine Karriere in seiner Heimatstadt bei SaiPa Lappeenranta in der SM-liiga, wo er von 1979 bis 1984 spielte. Zur Saison 1984/85 wechselte der Angriffsspieler in die National Hockey League zu den Vancouver Canucks, die ihn im NHL Entry Draft 1981 in der achten Runde an 157. Stelle ausgewählt hatten.
In Vancouver blieb er sieben Spielzeiten lang. Dabei gelang es ihm viermal die 30-Tore-Marke zu knacken. Seine beste Spielzeit hatte er in der Saison 1985/86 als ihm insgesamt 78 Punkte gelangen. Im Verlauf der Saison 1990/91 transferierten ihn die Canucks zu den Boston Bruins, nachdem er in 20 Spielen nur acht Punkte hatte sammeln können. Dort spielte der Finne wieder deutlich besser als zuletzt in Vancouver und er stieß mit dem Team bis ins Finale der Eastern Conference vor. Kurz nach Beginn der Spielzeit 1991/92 verließ Skriko die Bruins. Er wechselte in einem Tauschgeschäft zu den Winnipeg Jets, für die er aber lediglich 15 Spiele bestritt. Im Sommer 1992 unterzeichnete er daraufhin als Free Agent einen Vertrag bei den San Jose Sharks. Dort lief er ebenfalls in nur 17 Partien auf und verließ das Franchise noch während der laufenden Saison nach seiner Entlassung Ende November 1992. Skriko kehrte nach Finnland zurück und spielte den Rest der Saison 1992/93 bei Kiekko-Espoo. Seine Karriere ließ der Flügelstürmer von 1993 bis 1999 bei Herning IK in der dänischen Eliteserien ausklingen, wo er vier Meistertitel gewann und zudem zweimal zum Spieler des Jahres gewählt wurde.
Nach Beendigung seiner Karriere übernahm er den Posten des Cheftrainers bei Herning und gewann einen weiteren Meistertitel im Jahr 2001. Danach trainierte er drei Spielzeiten lang seinen Stammverein SaiPa Lappeenranta, wo seine Rückennummer 9 nicht mehr vergeben wird. Es folgte eine Saison als Cheftrainer des dänischen Klubs Odense Bulldogs in der Saison 2005/06, ehe der Finne als Scout von den Washington Capitals engagiert wurde. Dort war er zehn Jahre bis zum Sommer 2016 tätig. Anschließend arbeitete er in gleicher Position für eine Spielzeit beim Ligakonkurrenten Calgary Flames. Zwischen 2017 und 2019 kehrte Skriko noch einmal für zwei Spielzeiten als Cheftrainer von Herning hinter die Bande zurück. Zuletzt war der Finne zwischen 2019 und 2023 als Scout bei den Florida Panthers tätig.

### International
Skriko vertrat sein Heimatland bei den Olympischen Winterspielen 1984 und 1992. Zudem nahm er an zwei Junioren- und drei Herren-Weltmeisterschaften sowie zwei Canada Cups teil.

## Erfolge und Auszeichnungen
| - 1981 Jarmo Wasaman muistopalkinto - 1984 SM-liiga First All-Star-Team - 1986 NHL-Spieler des Monats November - 1994 Dänischer Meister mit Herning IK - 1995 Dänischer Meister mit Herning IK - 1995 Dänemarks Spieler des Jahres | - 1997 Dänischer Meister mit Herning IK - 1997 Dänemarks Spieler des Jahres - 1999 Dänischer Meister mit den Herning Blue Fox - 2001 Dänischer Meister mit den Herning Blue Fox (als Cheftrainer) - 2004 Aufnahme in die Finnische Eishockey-Ruhmeshalle |

### International
| - 1981 Silbermedaille bei der Junioren-Weltmeisterschaft - 1982 Bronzemedaille bei der Junioren-Weltmeisterschaft - 1982 Bester Torschütze der Junioren-Weltmeisterschaft - 1982 Bester Stürmer der Junioren-Weltmeisterschaft | - 1982 All-Star-Team der Junioren-Weltmeisterschaft - 1985 Bronzemedaille bei der Europameisterschaft - 1987 Bronzemedaille bei der Europameisterschaft |

## Karrierestatistik

### International
Vertrat Finnland bei:
| - U18-Junioren-Europameisterschaft 1980 - Junioren-Weltmeisterschaft 1981 - Junioren-Weltmeisterschaft 1982 - Weltmeisterschaft 1983 - Olympischen Winterspielen 1984 | - Weltmeisterschaft 1985 - Weltmeisterschaft 1987 - Canada Cup 1987 - Canada Cup 1991 - Olympischen Winterspielen 1992 |

(Legende zur Spielerstatistik: Sp oder GP = absolvierte Spiele; T oder G = erzielte Tore; V oder A = erzielte Assists; Pkt oder Pts = erzielte Scorerpunkte; SM oder PIM = erhaltene Strafminuten; +/− = Plus/Minus-Bilanz; PP = erzielte Überzahltore; SH = erzielte Unterzahltore; GW = erzielte Siegtore; 1 Play-downs/Relegation; Kursiv: Statistik nicht vollständig)